# 2008年夏季殘疾人奧林匹克運動會敘利亞代表團
2008年夏季殘疾人奧林匹克運動會敘利亞代表團於2008年9月6日至17日參加在中國北京舉行的第13屆殘疾人奧運會。
敘利亞在本屆殘奧會將派出運動員出戰舉重等項目。

## 獎牌榜
| 奖牌 | 运动员    | 项目 | 赛事           |
| ---- | --------- | ---- | -------------- |
| 銅牌 | 拉莎·謝赫 | 舉重 | 女子67.5公斤級 |

## 參賽項目
舉重